# Orientierung (Geodäsie)
Als Orientierung wird in der Geodäsie die Ausrichtung eines Vermessungsnetzes, eines Messinstruments oder eines Satzes von Richtungsmessungen nach der geografischen oder geodätischen Nordrichtung bezeichnet. In der Photogrammetrie versteht man darunter jene Parameter, welche die Ausrichtung der Messkamera im Raum beschreiben (äußere Orientierung).
Die Bezeichnung „Orientierung“, bzw. „sich orientieren“ stammt aus der historischen Darstellung, bei der Karten oft mit Jerusalem = oben ausgerichtet wurden. Jerusalem wurde dem Orient gleichgesetzt. Eine Karte orientieren, hieß also, die Karte so zu drehen, dass der Orient oben ist.

## Orientierung eines Vermessungsnetzes
Die Orientierung eines Vermessungsnetzes ist Gegenstand der klassischen Landesvermessung. Sie erfolgt i. Allg. auf dem Zentralpunkt (Fundamentalpunkt) des Netzes durch eine genaue, in mehreren Nächten durchgeführte astronomische Azimutbestimmung zu einem benachbarten Punkt erster Ordnung (Entfernung ca. 30–60 km). Bei größerer Ausdehnung des Netzes werden auf einigen solcher Triangulierungspunkte (TP) weitere Azimutmessungen durchgeführt. Erfolgt an diesen Punkten auch eine astronomische Längenbestimmung, kann die nach außen langsam zunehmende Verzerrung, die prinzipiell bei jedem Netz auftritt, in engen Grenzen gehalten werden (siehe Laplacepunkt).
Größere Netze oder Netzteile der Landesvermessung werden heute nur mehr selten angelegt, wohl jedoch durch Methoden der Satellitengeodäsie – insbesondere mit GPS – in ihrer Genauigkeit verbessert. Die Lagegenauigkeit steigt dabei für ein typisches Bundesland von etwa 2–5 cm auf 1–2 cm, während sich die Orientierung kaum mehr verbessert. Sehr wohl tritt hingegen ein solcher Effekt beim Zusammenschluss (Anfelderung) der Vermessungsnetze benachbarter Staaten ein.

## Orientierung eines Messinstruments
Im Gegensatz zu Netzen erfolgt die Orientierung eines Theodolits oder eines Satzes damit durchgeführter Messungen nicht nach dem Meridian (astronomisch Nord), sondern nach Gitternord. Dieses ist i. Allg. durch das Gauß-Krüger-Koordinatensystem festgelegt, das im Vermessungswesen meist verwendete terrestrische Bezugssystem.
Die Bezugsrichtung solcher Messungen erhält man entweder
- durch den sogenannten „Anschluss“ des Instrumenten-Standorts an das amtliche Festpunktfeld, das etwa alle 300–1000 Meter einen dauerhaft im Boden oder auf Gebäuden vermarkten Vermessungspunkt zur Verfügung stellt,
- oder durch ein sogenanntes Fernziel (Kirchturm, Aussichtswarte, Schlot usw.), das weithin sichtbar ist und ebenfalls im Gauß-Krüger-System eingemessen ist,
- oder in Einzelfällen durch eine rasche „astronomische Orientierung“ mittels Sonnenazimut oder einem Vermessungskreisel. Um hierbei den Bezug auf Gitternord zu erhalten, muss noch die Meridiankonvergenz ans Ergebnis angebracht werden.

## Orientierung einer Landkarte
Um Richtungen aus einer Landkarte ins Gelände zu übertragen, muss die Karte nach Norden orientiert sein. Dazu gibt es mehrere Methoden, die im Folgenden nach ihrer Schnelligkeit und Genauigkeit geordnet sind:
1. 1 Minute, ±30°: nach der bemoosten Seite der Bäume (ungefähr Nordwest)
2. 2 Minuten, ±15°: nach der nächsten Umgebung – z. B. Richtung des zurückgelegten Weges
3. 2 Minuten, ±10°: nach dem Sonnenstand – z. B. mit der Uhr (Stundenzeiger zur Sonne, Süden ≈ Mitte zwischen 12 Uhr und Zeiger)
4. 5 Minuten, ±1°: durch Visieren nach 1–2 Fernzielen – z. B. Ortschaften, Straßen- oder Bahnlinien, Berggipfel
5. 15 Minuten, ±0,1°: mit einer Messmethode – etwa auf einem Messtisch oder mit Sonnenazimut.